# ويلينتون سوزا سيلفا
ويلينتون سوزا سيلفا (بالبرتغالية: Welinton Souza Silva) المعروف باسم ويلينتون (مواليد 10 أبريل 1989) هو لاعب كرة قدم برازيلي الذي يلعب في ألانيا سبور التركي كقلب دفاع.

## المسيرة الرياضية

### فلامنغو
ولد في ريو دي جانيرو. لعب ويلتينتون لأول مرة في كأس البرازيل 2009 عندما ساهم في فوز فلامنغو 5-0 على إيفينهاما.

### إحصائيات المسيرة الرياضية
(حسب 28 فبراير 2015)
| النادي           | الموسم        | الدرجة الأولى | الدرجة الأولى | كأس البرازيل | كأس البرازيل | كأس ليبرتادوريس | كأس ليبرتادوريس | كوبا سود أمريكانا | كوبا سود أمريكانا | دوري الولاية | دوري الولاية | المجموع   | المجموع |
| النادي           | الموسم        | المباريات     | الأهداف       | المباريات    | الأهداف      | المباريات       | الأهداف         | المباريات         | الأهداف           | المباريات    | الأهداف      | المباريات | الأهداف |
| ---------------- | ------------- | ------------- | ------------- | ------------ | ------------ | --------------- | --------------- | ----------------- | ----------------- | ------------ | ------------ | --------- | ------- |
| فلامنغو          | 2009          | 22            | 0             | 5            | 0            | -               | -               | -                 | -                 | 6            | 0            | 33        | 0       |
| فلامنغو          | 2010          | 16            | 1             | -            | -            | 0               | 0               | -                 | -                 | 2            | 0            | 18        | 1       |
| فلامنغو          | 2011          | 32            | 1             | 6            | 0            | -               | -               | 2                 | 0                 | 17           | 0            | 57        | 1       |
| فلامنغو          | 2012          | 17            | 0             | 0            | 0            | 7               | 1               | -                 | -                 | 11           | 0            | 34        | 1       |
| فلامنغو          | 2013          | 1             | 0             | 0            | 0            | -               | -               | -                 | -                 | -            | -            | 1         | 0       |
| فلامنغو          | 2014          | -             | -             | -            | -            | 1               | 0               | -                 | -                 | 2            | 2            | 3         | 2       |
| المجموع          | المجموع       | 88            | 2             | 11           | 0            | 8               | 1               | 2                 | 0                 | 38           | 2            | 146       | 5       |
| كوريتيبا (إعارة) | 2014          | 20            | 0             | 1            | 0            | -               | -               | -                 | -                 | -            | -            | 21        | 0       |
| المجموع          | المجموع       | 20            | 0             | 1            | 0            | 0               | 0               | 0                 | 0                 | 0            | 0            | 21        | 0       |
| المجموع الكلي    | المجموع الكلي | 108           | 2             | 12           | 0            | 8               | 1               | 2                 | 0                 | 38           | 2            | 167       | 5       |

وفقا لمصادر مشتركة على موقع نادي فلامنغو الرسمي.

## الإنجازات

### مع الأندية
- فلامنغو
  - بطولة كاريوكا (3): 2009 - 2011 - 2014
  - الدرجة الأولى (1): 2009

### مع المنتخب
- منتخب البرازيل تحت 20 سنة
  - كوبا أمريكا تحت 20 سنة (1): 2009